# Berounka
Berounkaⓘ – rzeka w Czechach, lewy (najdłuższy) dopływ Wełtawy o długości 247 km. W górnym swym biegu rzeka nazywa się Mže, a nazwę Berounka przybiera przy ujściu Úhlavy w Pilźnie.
Rzeka wypływa ze źródeł w Lesie Czeskim, na pograniczu z Niemcami, płynie przez Kotlinę Czeską, a do Wełtawy uchodzi na południowych krańcach Pragi.
W górnym biegu rzeki znajduje się sztuczne Jezioro Hracholuskie, a w pobliżu ujścia na wysokim północnym brzegu stoi zamek Karlštejn.
Główne dopływy:
- lewe: Kosový potok, Střela, Rakovnícký potok
- prawe: Radbuza, Úhlava, Úslava, Litavka

Ważniejsze miejscowości nad Berounką: Tachov, Stříbro, Kozolupy, Pilzno, Skryje, Karlštejn, Řevnice, Dobřichovice, Beroun.